# Cyrtogonellum × rupicola
Cyrtogonellum × rupicola là một loài dương xỉ trong họ Dryopteridaceae. Loài này được P.S. Wang & X.Y. Wang mô tả khoa học đầu tiên năm 2001.
Danh pháp khoa học của loài này chưa được làm sáng tỏ. 